# Ranchicourt
Ranchicourt is een dorp in de Franse gemeente Rebreuve-Ranchicourt in het departement Pas-de-Calais. Ranchicourt ligt in het noordwesten van de gemeente. De dorpskern is vergroeid met die van Rebreuve.

## Geschiedenis
De plaats werd in de 11de eeuw vermeld als Rancicurtis.
In 1463 werd Pierre de Ranchicourt bisschop van Atrecht. Hij gebruikte toen zijn positie om het gehucht Ranchicourt tot een parochie te verheffen en in 1468 werd er een kerk opgetrokken, de Église Saint-Pierre.
Na de Franse Revolutie werd de kerk in 1798 afgebroken. Ranchicourt werd een gemeente.
In 1971 werd de gemeente Ranchicourt opgeheven en aangehecht bij de gemeente Rebreuve-sous-les-Monts, die tot Rebreuve-Ranchicourt werd hernoemd.

## Bezienswaardigheden
- In het voormalige gemeentehuis is een oude herdenkingssteen ingewerkt als latei. De steen uit 1468 bevond zich boven het kerkportaal en draagt gehouwen inscripties die de stichting van de kerk herinneren. De herdenkingssteen werd in 1912 geklasseerd als monument historique.
- Het Château de Ranchicourt. De huidige gebouwen dateren uit 1778.